# 이욱정 PD의 자연 담은 한끼
이욱정 PD의 자연 담은 한끼는 매주 월요일 ~ 금요일 오전 6시에 KBS 2TV에서 방송된 한국방송공사의 텔레비전 프로그램이다.

## 방송 시간
| 방송 채널 | 방송 기간                         | 방송 시간                                    |
| --------- | --------------------------------- | -------------------------------------------- |
| KBS 2TV   | 2016년 2월 15일 ~ 2016년 4월 21일 | 매주 월요일 ~ 목요일 오후 4:30 ~ 4:40 (10분) |
| KBS 2TV   | 2016년 4월 25일 ~ 2016년 6월 3일  | 매주 월요일 ~ 금요일 오전 6:00 ~ 6:10 (10분) |

## 방송 회차
| 회차 | 방송일          | 제목 (원제)                          |
| ---- | --------------- | ------------------------------------ |
| 1회  | 2016년 2월 15일 | 시래기 닭갈비                        |
| 2회  | 2016년 2월 16일 | 황태 불고기                          |
| 3회  | 2016년 2월 17일 | 수리취떡 토스트                      |
| 4회  | 2016년 2월 18일 | 감자 오믈렛                          |
| 5회  | 2016년 2월 22일 | 요쿠르트 치킨                        |
| 6회  | 2016년 2월 23일 | 우렁이 비빔면                        |
| 7회  | 2016년 2월 24일 | 단호박 새우 카레                     |
| 8회  | 2016년 2월 25일 | 사과 호두 리소또                     |
| 9회  | 2016년 2월 29일 | 황태 해장죽                          |
| 10회 | 2016년 3월 2일  | 곤드레굴밥                           |
| 11회 | 2016년 3월 3일  | 곶감 크레이프수제트                  |
| 12회 | 2016년 3월 7일  | 감자 새알심 뇨키                     |
| 13회 | 2016년 3월 8일  | 표고 치즈토스트                      |
| 14회 | 2016년 3월 10일 | 감자 새알심 뇨키                     |
| 15회 | 2016년 3월 14일 | 한우스테이크 덮밥                    |
| 16회 | 2016년 3월 15일 | 사과크림 바비큐                      |
| 17회 | 2016년 3월 16일 | 달걀 만두 비빔                       |
| 18회 | 2016년 3월 17일 | 스트링 치즈 롤까스                   |
| 19회 | 2016년 3월 21일 | 바지락 국물 파스타                   |
| 20회 | 2016년 3월 22일 | 토마토컵 라따뚜이                    |
| 21회 | 2016년 3월 23일 | 야콘 쫄면                            |
| 22회 | 2016년 3월 24일 | 오이 소고기 덮밥                     |
| 23회 | 2016년 3월 28일 | 양배추 롤                            |
| 24회 | 2016년 3월 29일 | 노루궁뎅이버섯 간장 떡볶이           |
| 25회 | 2016년 3월 30일 | 잣 국수                              |
| 26회 | 2016년 3월 31일 | 새싹삼 비빔밥                        |
| 27회 | 2016년 4월 1일  | 베이컨 배 구이/뿌리채소밥/버섯볶음죽 |
| 28회 | 2016년 4월 4일  | 삼채닭곰탕                           |
| 29회 | 2016년 4월 5일  | 집에서 즐기는 스테이크               |
| 30회 | 2016년 4월 6일  | 도라지 탕수                          |
| 31회 | 2016년 4월 7일  | 조청 두부강정                        |
| 32회 | 2016년 4월 11일 | 블루베리 펜케이크                    |
| 33회 | 2016년 4월 12일 | 여주 돼지고기볶음                    |
| 34회 | 2016년 4월 14일 | 백향과 에그 타르트                   |
| 35회 | 2016년 4월 18일 | 돼지감자 감정                        |
| 36회 | 2016년 4월 19일 | 머위 들깨탕                          |
| 37회 | 2016년 4월 20일 | 고추장 토르티야 피자                 |
| 38회 | 2016년 4월 21일 | 땅콩버터                             |
| 39회 | 2016년 4월 25일 | 파프리카 파스타                      |
| 40회 | 2016년 4월 26일 | 전복크림파스타                       |
| 41회 | 2016년 4월 27일 | 고기를 품은 표고버섯전               |
| 42회 | 2016년 4월 28일 | 뿔소라 해물짬뽕                      |
| 43회 | 2016년 4월 29일 | 갈치조림                             |
| 44회 | 2016년 5월 2일  | 방울양배추 그라텡                    |
| 45회 | 2016년 5월 3일  | 한라봉 머핀                          |
| 46회 | 2016년 5월 4일  | 우무채 잡채                          |
| 47회 | 2016년 5월 5일  | 쥐치 어묵                            |
| 48회 | 2016년 5월 6일  | 욱쿡의 김밥                          |
| 49회 | 2016년 5월 9일  | 녹차 파운드 케이크                   |
| 50회 | 2016년 5월 10일 | 성게 알 튀김                         |
| 51회 | 2016년 5월 11일 | 옥돔찜                               |
| 52회 | 2016년 5월 12일 | 매생이 오코노미야키                  |
| 53회 | 2016년 5월 13일 | 오리 유린기                          |
| 54회 | 2016년 5월 16일 | 장어덮밥                             |
| 55회 | 2016년 5월 17일 | 한우 떡!갈비                         |
| 56회 | 2016년 5월 18일 | 토란화병                             |
| 57회 | 2016년 5월 19일 | 전복영양밥                           |
| 58회 | 2016년 5월 20일 | 도다리쑥국                           |
| 59회 | 2016년 5월 23일 | 미니단호박 브래드푸딩                |
| 60회 | 2016년 5월 24일 | 두부 카르보나라                      |
| 61회 | 2016년 5월 25일 | 두부 오코노미야끼                    |
| 62회 | 2016년 5월 26일 | 콩나물 잡채덮밥                      |
| 63회 | 2016년 5월 27일 | 두부 프리타타                        |
| 64회 | 2016년 5월 30일 | 흑우 카르파치오                      |
| 65회 | 2016년 5월 31일 | 참돔 포케                            |
| 66회 | 2016년 6월 1일  | 시래기 닭갈비                        |
| 67회 | 2016년 6월 2일  | 황태 불고기                          |
| 68회 | 2016년 6월 3일  | 참돔 포케                            |